# Henry Varnum Poor
Henry Varnum Poor (Andover, 8 dicembre 1812 – Brookline, 4 gennaio 1905) è stato un avvocato e imprenditore statunitense, fondatore dell'agenzia di rating Standard & Poor's.

## Biografia
Si può far risalire l'origine del rating al documento History of Railroads and Canals in the United States (Storia finanziaria delle ferrovie e dei canali degli Stati Uniti), pubblicato da Henry Varnum. Durante la sua vita Poor si batté affinché le aziende fossero obbligate a rendere pubblici i loro bilanci al pubblico e a possibili investitori. Colse questo appello il figlio Henry William, che insieme a Luther Lee Blake, un analista finanziario, creò indici finanziari chiari e trasparenti, fino alla fondazione della Standard & Poor's.